# رود سیته
رود سیته (روسی: Ситте) یک رودخانه در استان یاقوتستان کشور روسیه است.